# 喬時敏
喬時敏（1574年—1634年），字君求，號古岡，南直隸松江府上海縣人，軍籍，明朝政治人物。

## 生平
萬曆三十一年（1603年）癸卯科應天鄉試第七十四名舉人，三十八年（1610年）中式庚戌科會試第九十四名，三甲第一百六十七名進士。大理寺觀政，授浙江仁和縣知縣。以慈愛為政，如徵輸踐，更勾丁，置倉建牖等事，大吏下其法於諸州邑。擢御史，巡視上江，多所論建，如增解頓，減煩役，修安慶城，增采石兵，皆有裨時務，天啟二年（1622年）謝病歸，尋卒。著有《史奏堂集》。

## 家族
曾祖喬禾，贈中書舍人；祖父喬承嗣；父喬國禎，庠生，封文林郎仁和縣知縣；母董氏（贈孺人）。嚴侍下。弟喬光啓（增生）、喬時萬、喬時英（癸丑進士）、喬時舉、喬一琦（廣寧守備）、喬時中、喬時申、喬景運（庠生）、喬景星（監生）。子喬雲將（庠生）、喬月將（庠生）、喬方將。
弟喬時萬，字處後。喬時英，字君平，萬曆四十一年進士，授臨海縣知縣，多惠政，卒於官，與喬時敏並祀名宦祠。喬時敏子喬雲將，原名之駒，字千里，邑庠生。喬時萬子喬仲將，字飛榆；喬時英子喬履將，字旋甫，崇禎五年舉人；喬鳳將字子翔，諸生，俱以能文世其家。